# Virgilius-von-Salzburg-Kirche
Das Patrozinium des hl. Virgil von Salzburg tragen folgende Kirchen und Kapellen:

## Österreich
Kärnten
- Pfarrkirche Außerteuchen
- Kirchenruine Virgilienberg

Salzburg
- Salzburger Dom
- Pfarrkirche Dorfgastein

Steiermark
- Filialkirche hl. Virgil (Gaishorn am See)

Tirol
- Pfarrkirche Rattenberg
- Pfarrkirche Virgen

Wien
- Virgilkapelle